# Frode Johnsen
Frode Johnsen (* 17. března 1974, Skien, Norsko) je bývalý norský fotbalový útočník a reprezentant. Mimo Norsko hrál na klubové úrovni v Japonsku.

## Klubová kariéra
Na klubové úrovni hrál fotbal v Norsku v mužstvech Odds BK a Rosenborg BK. V Japonsku hrál za Nagoya Grampus a Shimizu S-Pulse. Celkem třikrát se stal nejlepším kanonýrem nejvyšší norské fotbalové ligy:
- v sezóně 2001 nastřílel v dresu Rosenborgu 17 gólů (26zápasová sezóna, společně s ním dali stejný počet branek i Thorstein Helstad z SK Brann a Clayton Zane z Lillestrøm SK)
- v sezóně 2004 nastřílel v dresu Rosenborgu 19 gólů (26zápasová sezóna)
- v sezóně 2013 nastřílel v dresu Odds BK 16 gólů (30zápasová sezóna)

## Reprezentační kariéra
V A-týmu Norska debutoval 16. 8. 2000 v Helsinkách proti týmu Finska (výhra 2:0).